# Jorma Ollila

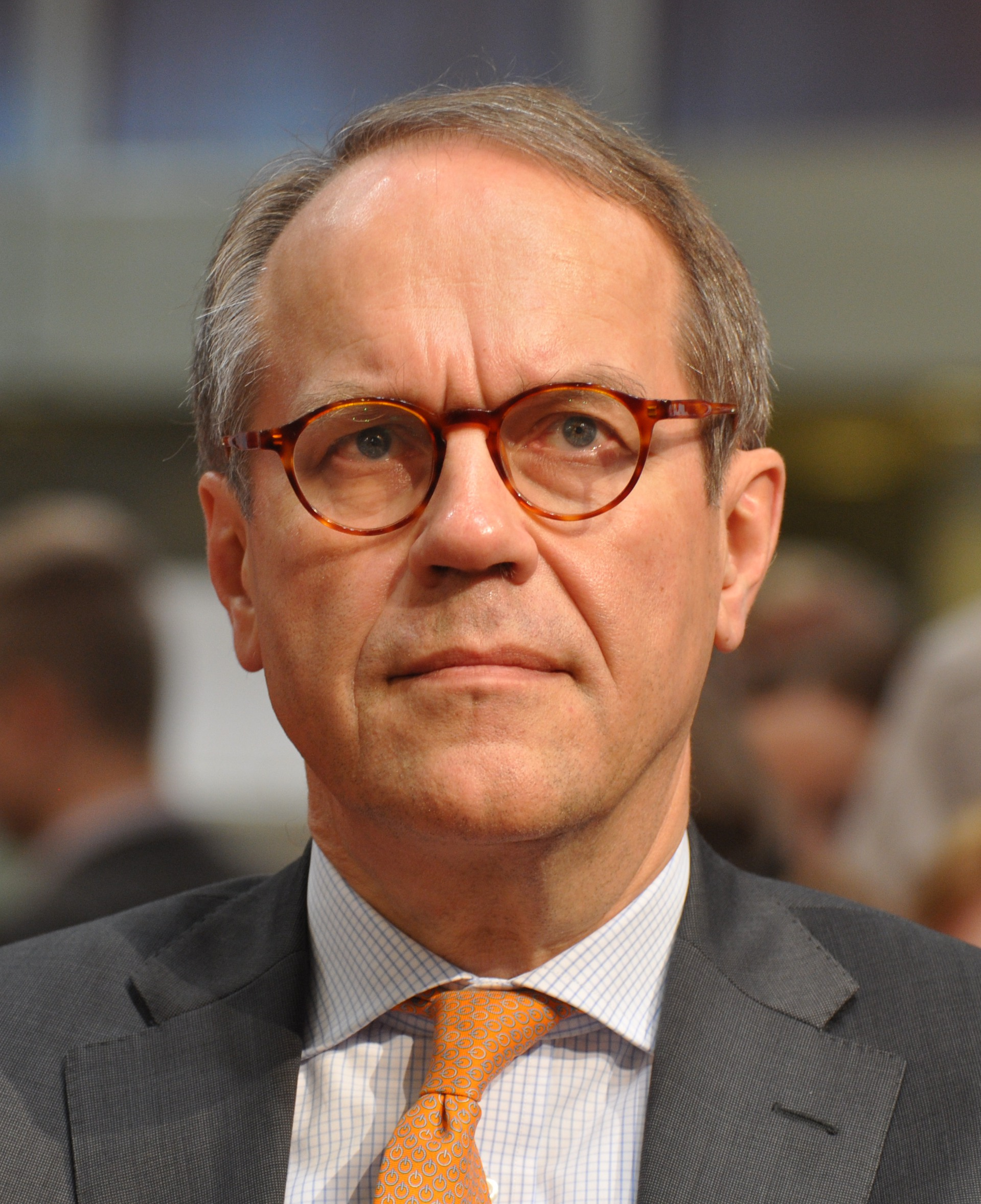
Jorma Ollila (2013)

Jorma Jaakko Ollila, född 15 augusti 1950 i Seinäjoki, är en finländsk företagsledare, koncernchef för Nokia 1992–2006, styrelseordförande för Royal Dutch Shell 2006–2015 och styrelseordförande för Nokia 1999–2012. Under Ollilas tid i ledningen för Nokia blev bolaget världens ledande tillverkare av mobiltelefoner. 

## Bakgrund
Ollila föddes som det äldsta av fem syskon i Seinäjoki i Finland. Han växte upp och gick grundskolan i den närliggande staden Kurikka. Ollila inledde sina gymnasiestudier i Vasa, men avlade en internationell studentexamen vid Atlantic College i Wales tack vare ett stipendium. Under sin studietid avlade Ollilla tre magisterexamina: i ekonomi vid London School of Economics, i statsvetenskap vid Helsingfors universitet och dessutom i teknisk fysik vid Tekniska högskolan i Helsingfors.
Ollila var under sin studietid även engagerad i studentpolitiken. Han var ordförande för Finlands Studentkårers Förbund (FSF) och engagerade sig också partipolitiskt som bland annat ordförande för Centerpartiets ungdomsorganisation. En tid var han också partiets internationella sekreterare. Partivalet tedde sig naturligt för Ollila som växt upp på landsbygden i södra Österbotten. Ollila lärde sig praktiskt ledarskap i finska armén, där han under sin utbildning till fänrik även var ledare för officersstuderandeorganisationen. Idag har Jorma Ollila kaptensgrad i reserven.

## Karriär
Ollila inledde sin karriär inom näringslivet i London och var verksam vid Citibanks kontor i London och Helsingfors 1978–1985. 1979 genomförde Ollila värnplikten. 
Ollila kom till Nokia 1985 och var bland annat ansvarig för enheten Nokia Mobile Phones. Han blev koncernchef för Nokia 1992 och har varit chef under företagets mest framgångsrika år. Ollila drev utförsäljningen av företagets övriga verksamheter till förmån för telekommunikationsverksamheten. Ollila anses ofta vara drivkraften bakom Nokias förvandling från ett krisdrabbat mångbranschbolag till ett världsledande telekommunikationsbolag. 
Den 1 juni 2006 lämnade Jorma Ollila över posten som VD för Nokia till efterträdaren Olli-Pekka Kallasvuo. Ollila är dock kvar som Nokias styrelseordförande. Samtidigt blev Ollila styrelseordförande i Royal Dutch Shell. I Shell förväntas han kunna agera som en neutral part i maktkampen mellan oljejättens nederländska och brittiska aktörer. Han är den förste företagsledaren inom Shell som varken kommer från Nederländerna eller Storbritannien. Ollila sitter dessutom med i styrelserna för Ford Motor Company (2000– ), UPM-Kymmene (1997– ), Otava Books and Magazines Group Ltd. (1996– ) och Tetra Pak (december 2012-).

### Samhällsdebattör
Jorma Ollila är en flitig samhällsdebattör i Finland. Han uttalar sig ofta i egenskap av styrelseordförande för Näringslivets delegation (EVA) och Näringslivets forskningsinstitut (ETLA). Han leder också en delegation på hög nivå, vilken utsetts av utrikesminister Alexander Stubb i syfte att stärka Finlands image och därigenom förbättra Finlands konkurrenskraft.
På uppmaning av Samlingspartiets dåvarande finansminister Sauli Niinistö övervägde Ollila en kandidatur i presidentvalet 2000 men ställde inte upp.

## Familj
Jorma Ollila är gift med Liisa Ollila, som har arbetat med internationella ärenden på social- och hälsovårdsministeriet. De har tre barn och är bosatta i Esbo.

## Hedersbetygelser
Jorma Ollila valdes till hedersmedborgare i Peking år 2002. Han utsågs 2009 till kommendör av andra klassen i den Brittiska Imperieorden. Han har också mottagit flera hedersbetygelser i sitt hemland och dessutom i Estland, Polen, Tyskland och Ungern. Ollila har önskat att inte bli utnämnd till bergsråd.